# Tatsunoko vs. Capcom: Ultimate All-Stars
Tatsunoko vs. Capcom: Ultimate All-Stars è un videogioco team-up di genere picchiaduro pubblicato per la console Wii di Nintendo, sviluppato e pubblicato da Capcom negli Stati Uniti il 26 gennaio 2010, in Giappone il 28 gennaio, in Europa il 29 gennaio e in Australia il 4 febbraio. Il gioco presenta personaggi di entrambi i franchise di videogiochi di Capcom e varie serie animate prodotte da Tatsunoko Production. È stato originariamente pubblicato in Giappone per le sale giochi e per Wii nel dicembre 2008 con il nome di Tatsunoko vs. Capcom: Cross Generation of Heroes (タツノコ VS. CAPCOM CROSS GENERATION OF HEROES). A seguito dell'elevata richiesta dei fan internazionali, Capcom collaborò con Tatsunoko per risolvere i problemi di licenza internazionali e una seconda versione, Ultimate All-Stars, venne resa disponibile per Wii in Nord America, Giappone ed Europa nel gennaio 2010, con personaggi aggiuntivi e multiplayer online.
In Tatsunoko vs. Capcom, i giocatori combattono con una squadra di due personaggi o con un singolo personaggio gigante e tentano di mettere fuori combattimento i loro avversari. È il settimo titolo progettato da Capcom della serie Vs., che include le serie Marvel vs. Capcom e Capcom vs. SNK, e la prima ad essere completamente renderizzata in grafica 3D. Il gioco è ambientato in un ambiente 2.5D; i personaggi combattono in un'arena bidimensionale, ma i modelli dei personaggi e gli sfondi sono resi in grafica tridimensionale. Il gioco è progettato attorno a un sistema di attacco a tre pulsanti semplificato, ispirato agli schemi di controllo semplicistici comunemente usati dalla serie Vs. e dalla Wii.
Il gioco ha ricevuto recensioni generalmente positive da parte della critica, che ha elogiato il suo gameplay accessibile per i nuovi arrivati e la sua profondità per i giocatori veterani. Tuttavia, i recensori hanno avuto esperienze contrastanti con la componente online e hanno trovato la modalità Arcade priva di rigiocabilità. Secondo il produttore del gioco, Ryota Niitsuma, le difficoltà di sviluppo e la mancanza di giochi di combattimento Wii sono state le ragioni dell'esclusività della sua piattaforma; tuttavia, più critici si sono chiesti se quella fosse stata la scelta migliore. Capcom ha annunciato nell'aprile 2010 che il gioco era stato un successo commerciale..

## Modalità di gioco
I personaggi sono stati presi da alcuni anime della casa di produzione di animazione giapponese Tatsunoko e da altri videogiochi della Capcom.
| Tatsunoko           | Tatsunoko                   | vs | Capcom            | Capcom                         |
| personaggio         | serie anime                 | vs | personaggio       | serie videogames               |
| ------------------- | --------------------------- | -- | ----------------- | ------------------------------ |
| Ken l'aquila        | Gatchaman                   | vs | Ryu               | Street Fighter                 |
| Jane il cigno       | Gatchaman                   | vs | Chun-Li           | Street Fighter                 |
| Joe il condor 1,3   | Gatchaman                   | vs | Alex              | Street Fighter                 |
| Ippatsuman 1        | Gyakuten! Ippatsuman        | vs | Batsu Ichimonji   | Rival Schools: United by Fate  |
| Yattaman-1          | Yattaman                    | vs | MegaMan Volnutt   | Mega Man                       |
| Yattaman-2 1,3      | Yattaman                    | vs | Roll              | Mega Man                       |
| Miss Dronio         | Yattaman                    | vs | Zero 1,3          | Mega Man                       |
| Karas               | Karas                       | vs | Morrigan Aensland | Darkstalkers                   |
| Kyashan             | Kyashan il ragazzo androide | vs | PTX-40A           | Lost Planet: Extreme Condition |
| Polymar             | Hurricane Polimar           | vs | Saki Omokane 1    | Quiz Nanairo Dreams            |
| Tekkaman            | Tekkaman Teknoman           | vs | Kaijin no Sōki    | Onimusha: Dawn of Dreams       |
| Tekkaman Blade 1,3  | Tekkaman Teknoman           | vs | Viewtiful Joe 1   | Viewtiful Joe                  |
| Gold Lightan        | Golden Warrior Gold Lightan | vs | Yami              | Ōkami                          |
| Hakushon Daimaō 1,2 | Il mago pancione Etcì       | vs | Frank West 1,3    | Dead Rising                    |

1 - Presente solo nella versione Wii; 2 - Giocabile solo in Cross Generation of Heroes; 3 - Giocabile solo in Ultimate All-Stars